# باياريك
بلدية باياريك (بالإسبانية: Bayarque)‏, هي بلدية تقع في مقاطعة المرية. جنوب شرق إسبانيا. يبلغ عدد سكانها 250 نسمة.

## وصلات خارجية
- (بالإسبانية)